# 5703 Hevelius
5703 Hevelius è un asteroide della fascia principale. Scoperto nel 1931, presenta un'orbita caratterizzata da un semiasse maggiore pari a 2,5820421 au e da un'eccentricità di 0,1763920, inclinata di 14,27443° rispetto all'eclittica.
L'asteroide è dedicato all'astronomo polacco Johannes Hevelius.